# Sphaerostilbella lutea
Sphaerostilbella lutea är en svampart som först beskrevs av Henn., och fick sitt nu gällande namn av Sacc. & D. Sacc. 1905. Sphaerostilbella lutea ingår i släktet Sphaerostilbella och familjen Hypocreaceae.   Inga underarter finns listade i Catalogue of Life.